# Natura morta con sedia impagliata
Natura morta con sedia impagliata è un'opera realizzata nella primavera del 1912 dal pittore spagnolo Pablo Picasso, misura  29x37 cm ed è conservata presso il Musée National Picasso di Parigi.

## Descrizione
È un collage di pittura a olio, tela cerata, carta e corda su tela. Rappresenta la superficie di un tavolo ovale decorato lungo il bordo, coperto da un ritaglio di tela cerata su cui sono visibili: un giornale, una cannuccia, una pipa, un bicchiere, un coltello, uno spicchio di limone ed un'ostrica (o un guscio d'uovo). Sono oggetti che l'autore ha già inventariato nella sua produzione precedente.
La visione (mai da un solo punto di vista nel lasso di tempo) avviene dall'alto. La natura morta dipinta segue le regole visive del Cubismo sintetico, mentre la superficie su cui è collocata appare tattile. Questo quadro, fondamentale nella storia dell'arte, crea le premesse al successivo Cubismo sintetico.